# Safaretjos públics (Blancafort)
Els Safaretjos públics és una obra noucentista de Blancafort (Conca de Barberà) inclosa a l'Inventari del Patrimoni Arquitectònic de Catalunya.

## Descripció
Safareig situat en els afores del poble. Fet de pedra i arrebossat. Destaca la façana del mur del carrer Portalet per les obertures i el fris amb inscripció: "Lavaderos públicos-1928". Segueix la línia estilística de moltes construccions institucionals del període noucentista. L'interior cobert amb bigues de fusta i fibrociment (Uralita) s'hi troba un gran safareig, actualment molt malmès.

## Història
En el seu afany regeneracionista, com també ho feu el govern de la Mancomunitat de Catalunya, i durant els set anys que durà la Dictadura de Primo de Ribera, dugué a terme una important política de construcció d'obres públiques. Aquesta política, ja iniciada per la Mancomunitat, pretenia alleugerir l'atur a través de l'empresa pública, popularitzar el Directori militar i dotar els pobles i ciutats d'una certa infraestructura i benestar que fins a principis de segle només afectava els centres de producció més rellevants.